# Joseph Proust
Joseph Louis Proust (ur. 26 września 1754 w Angers, zm. 5 lipca 1826) – francuski chemik.

## Życiorys
Proust był synem aptekarza, początkowo pracował u ojca jako farmaceuta.
Studiował chemię. Był uczniem G. F. Rouelle’go. Po ukończeniu studiów na Uniwersytecie w Paryżu w 1777 nauczał chemii w Segowii (Hiszpania), a następnie m.in. w Salamance i Madrycie. Od 1808 pracował we Francji i został członkiem Akademii Francuskiej.
W 1793 Proust odkrył prawo stosunków stałych (zwane jego nazwiskiem). Odkrycie to przyczyniło się do sformułowania przez Daltona prawa stosunków wielokrotnych oraz teorii atomistycznej.
Poprawność prawa stosunków stałych była przez wiele lat (1801-1808) kwestionowana przez Bertholleta, jednego z najwybitniejszych ówczesnych chemików. Berthollet twierdził, że skład związku chemicznego zależy od sposobu jego otrzymania, powoływał się na zmienność składów roztworów i stopów. Proust bronił prawdziwości sformułowania swojego prawa poprzez oznaczanie składu wielu związków chemicznych. Prawo Prousta potwierdził doświadczalnie belgijski chemik Jean Stas.
Badał różne produkty żywnościowe. W 1802 wyodrębnił (opublikował w 1806) z soku winogron glukozę (cukier gronowy). Wykazał istnienie różnych rodzajów cukrów. Odkrył leucynę. Udowodnił, że metale mogą tworzyć z tlenem i siarką więcej niż jeden związek. Odkrył, że ługi to wodorotlenki metali alkalicznych. Badał też materiały wybuchowe.

## Upamiętnienie
Od jego nazwiska utworzono nazwę rodzaju roślin – Proustia z rodziny astrowatych.